# Ivo Hlaváček
Ivo Hlaváček (5. června 1926 Znojmo – 6. ledna 2008 Plzeň) byl český sládek a ředitel pivovaru.

## Život
Pocházel z rodiny sládka, která měla v pivovarství dlouholetou tradici (jako čtvrtá generace). V roce 1929 se rodina Hlaváčkova se synem Ivem přestěhovala do Plzně, kde otec František Hlaváček působil řadu let ve vedoucích pozicích v pivovaru Gambrinus a Prazdroj. Po maturitě na reálném gymnáziu v Plzni vystudoval v letech 1945–1950 v Praze Vysokou školu chemicko-technologickou (VŠCHT), obor kvasná chemie a technologie. V roce 1950 začal působit ve Výzkumném ústavu pivovarském a sladařském (VÚPS) v Praze. V roce 1962 na VŠCHT obhájil dizertační práci na téma Redukující látky ve výrobě piva a sladu.

## Profesní dráha
V roce 1953 přišel na pozici vedoucího kontroly Západočeských pivovarů ve Staňkově, odkud po pěti letech přešel do Plzeňských pivovarů, n. p. V roce 1958 se stal technickým náměstkem ředitele Plzeňských pivovarů, n. p. a v roce 1959 se stal vrchním sládkem. Po pěti letech přešel na pozici výrobního ředitele. Věnoval se především modernizaci pivovarů Prazdroj a Gambrinus. V roce 1961 působil na Kubě při budování pivovarství. V roce 1976 byl jmenován ředitelem koncernového podniku Západočeské pivovary (dnešní Plzeňský Prazdroj). Společnost řídil až do roku 1987, kdy odešel do důchodu.

## Publikační činnost a další aktivity
Publikoval v českém i zahraničním odborném tisku, podílel se na knize České pivo (1998). Byl iniciátorem založení a pravidelného organizování Pivovarsko-sladařských seminářů a v roce 1989 založil Spolek sládků při Plzeňském Prazdroji. Byl dlouholetým členem vědecké rady VÚPS a státní zkušební komise při Ústavu kvasné chemie a bioinženýrství VŠCHT. Působil ve Vědeckotechnické společnosti, která umožňovala především před rokem 1989 udržovat bližší styk se zahraničními odborníky. Spolu se svým otcem Františkem Hlaváčkem se zasloužil o vybudování Pivovarského muzea v Plzni.

## Ocenění
V roce 2002 byl uveden do Síně slávy českého pivovarství a sladařství, v roce 2016 se stal in memoriam čestným občanem města Plzeň.
Starší syn Ivan Hlaváček je podnikatel, mladší syn Jan Hlaváček působil celý profesní život v pivovarnictví.